# Тембуронг
Тембуронг (малайск. Daerah Temburong) — один из 4 округов (даера) на востоке Брунея. Административный центр — Бангар. Площадь — 1 166 км², население — 10 200 человек (2010 год).

## География
На западе, юге и востоке граничит с малайским штатом Саравак. На севере омывается водами Брунейского залива Южно-Китайского моря. Отделён по суше от ближайшего округа Бруней-Муара полосой территории, принадлежащей Малайзии. По территории округа протекает одноименная река.

С 2020 года округ соединен с основной частью страны автомобильным  двухполосным  мостом    через  Брунейский залив.  Протяженность моста  30 км, официальное название: Мост Султана Хаджи Омара Али Сайфуддина.

## Административное деление

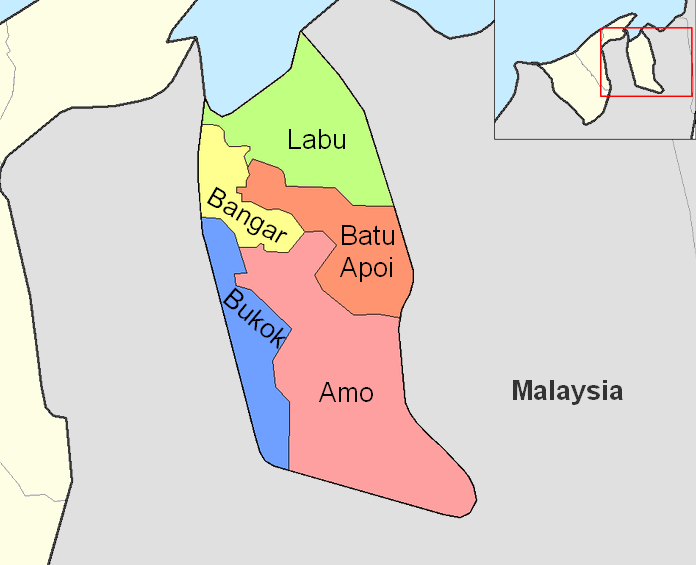
Провинции округа

Округ разделён на 5 муким — районов:
- Амо (Amo)
- Бангар (Bangar)
- Бату Апои (Batu Apoi)
- Бокок (Bokok)
- Лабу (Labu)

## Достопримечательности
- Лесопарк Пеледеян с зоной отдыха
- Парк джунглей и исследовательский центр Куала Белалонг
- Парк Батан Дури
- Национальный парк Улу Тембуронг